# Triumf cnoty
Triumf cnoty (wł. Trionfo della Virtù) – obraz włoskiego malarza i rytownika Andrei Mantegni.
Obraz został wykonany dla gabinetu Izabeli d’Este jako uzupełnienie do innego obrazu Mantegni pod tytułem Parnas. Artysta wykonał obraz ściśle według wytycznych Izabeli, która pragnęła posiadać dzieło ilustrujące idee literackie nie ujęte dotychczas w żadnych innych pracach.

## Tematyka obrazu
Triumf cnoty miał ukazywać alegorię cnót kardynalnych. Głównymi bohaterami przedstawionej sceny są boginie Atena i Wenus. Wenus pojawia się w ogrodzie w towarzystwie przywar, tym samym przepędzając cnoty: Męstwo, Umiarkowanie i Sprawiedliwość, więżąc Roztropność i porzucając Czystość. Następnie do ogrodu wkracza Atena, by przywrócić ład. Postacie Wenus i Ateny są tym samym aluzją do dwóch różnych postępowań. Prawie każdej postaci jest przypisany odpowiedni cytat umożliwiający rozpoznanie jej.
Po lewej stronie widać Atenę, boginię mądrości identyfikowaną z Mądrością, odzianą w zbroję i trzymającą złamaną włócznię co może sugerować zadanie potężnego ciosu nieprzyjaciołom. W lewej ręce trzyma tarczę, którą zasłania się przed strzałami amorków, próbujących przeciwstawić się jej czystości. Naga Wenus, jako symbol Pożądliwości lub Nieczystości, stoi w wyzywającej pozie na grzbiecie centaura, uosobienia prymitywnych instynktów człowieka poskramiane przez Mądrość. Pomiędzy boginiami biegną dwie kobiece postacie identyfikowane jako symbole Czystości. Poniżej w sadzawce znajdują się przywary. Od lewej strony, przedstawione zostało Lenistwo (postać bez rąk) prowadzone przez Gnuśność. Para wspólnie nie jest w stanie nic dokonać, a przy niej widnieje cytat z Lekarstwa na miłość Owidiusza: Jeśli zrezygnujesz z próżnowania łuk Kupidyna sczeźnie. Kolejną postacią jest małpa identyfikowana najczęściej z Pożądliwością, lecz tu napis na wstędze mówi o Nieśmiertelnej Nienawiści, Fałszu i Złej Woli (Nienawiść, Oszustwo, Przebiegłość). W woreczkach przewieszonych na sznurkach znajduje się zło które można rozsiewać. Za centaurem dwie postacie Chciwość i Niewdzięczność wynoszą z ogrodu Ignorancję. Ta ostatnia ma na głowie koronę, co sugeruje, iż to ona rządzi światem.
Po obu stronach znajdują się napisy. Po lewej stronie Dafne w postaci drzewa oliwnego jest opleciona zapisaną wstęgą. Napis głosi: Przybądźcie boscy towarzysze cnót, które powracają do nas z niebios, wygnajcie obrzydłe monstra przywar z naszego domostwa. Po lewej stronie, na ścianie za którą była uwięziona Roztropność, znajduje się kontynuacja tekstu: A wy o bogowie pomóżcie mi matce wszelkich cnót. Roztropność była uważana za matkę wszystkich cnót i z nią utożsamiała się Izabela.
Nad ogrodem, na obłoku chmury spływającym w dół, przedstawione zostały trzy cnoty kardynalne – Sprawiedliwość, Męstwo i Umiarkowanie.